# Пираты Карибского моря: Проклятие Чёрной жемчужины (саундтрек)
Пираты Карибского моря: Проклятие Чёрной жемчужины — официальный саундтрек из фильма. Альбом был выпущен 22 июля 2003 года компанией Walt Disney Records. Музыка Клауса Бадельта и продюсера фильма Ханса Циммера. Изначально режиссёр фильма Гор Вербински и продюсер Джерри Брукхаймер планировали сотрудничать с Хансом Циммером, но из-за того, что Ханс Циммер был занят над композицией к фильму «Последний самурай» он отказался, хотя главную тему написал именно он. Вместо себя Ханс Циммер посоветовал молодого композитора Клауса Бадельта. Также музыку к фильму написали: Ник Глен-Смит, Лорни Бэлфи, Стив Яблонски.

## Список композиций
| №   | Название                 | Длительность |
| --- | ------------------------ | ------------ |
| 1.  | «Fog Bound»              | 2:17         |
| 2.  | «The Medallion Calls»    | 1:53         |
| 3.  | «The Black Pearl»        | 2:17         |
| 4.  | «Will and Elizabeth»     | 2:08         |
| 5.  | «Swords Crossed»         | 3:16         |
| 6.  | «Walk the Plank»         | 1:59         |
| 7.  | «Barbossa Is Hungry»     | 4:06         |
| 8.  | «Blood Ritual»           | 3:33         |
| 9.  | «Moonlight Serenade»     | 2:09         |
| 10. | «To the Pirates' Cave!»  | 3:31         |
| 11. | «Skull and Crossbones»   | 3:24         |
| 12. | «Bootstrap's Bootstraps» | 2:29         |
| 13. | «Underwater March»       | 4:13         |
| 14. | «One Last Shot»          | 4:49         |
| 15. | «He's a Pirate»          | 1:31         |